# Liste der Monuments historiques in Dombrot-le-Sec
Die Liste der Monuments historiques in Dombrot-le-Sec führt die Monuments historiques in der französischen Gemeinde Dombrot-le-Sec auf.

## Liste der Immobilien
| Bezeichnung     | Beschreibung                | Standort                 | Kennzeichnung | Schutzstatus | Datum | Bild           |
| --------------- | --------------------------- | ------------------------ | ------------- | ------------ | ----- | -------------- |
| Kirche St-Brice | Wehrkirche, 13. Jahrhundert | Place de l’Église (Lage) | PA00107129    | Classé       | 1907  | weitere Bilder |

## Liste der Objekte
| Bezeichnung                                      | Beschreibung                                                | Standort                      | Kennzeichnung | Schutzstatus | Datum | Bild |
| ------------------------------------------------ | ----------------------------------------------------------- | ----------------------------- | ------------- | ------------ | ----- | ---- |
| Skulpturengruppe Heilige Anna und Maria als Kind | Kalkstein, farbig gefasst, 16. Jahrhundert                  | in der Kirche St-Brice (Lage) | PM88000239    | Classé       | 1957  |      |
| Triumphkreuz                                     | Schmiedeeisen, vergoldet, und Holz, bemalt, 1762            | in der Kirche St-Brice (Lage) | PM88000240    | Classé       | 1957  |      |
| Notre-Dame des Champs                            | Skulptur einer Madonna mit Kind; Kalkstein, 14. Jahrhundert | in der Kirche St-Brice (Lage) | PM88000238    | Classé       | 1957  |      |
| Skulptur Heiliger Brictius                       | Holz, vergoldet, 18. Jahrhundert                            | in der Kirche St-Brice (Lage) | PM88000241    | Classé       | 1960  |      |